# Tim Birkin

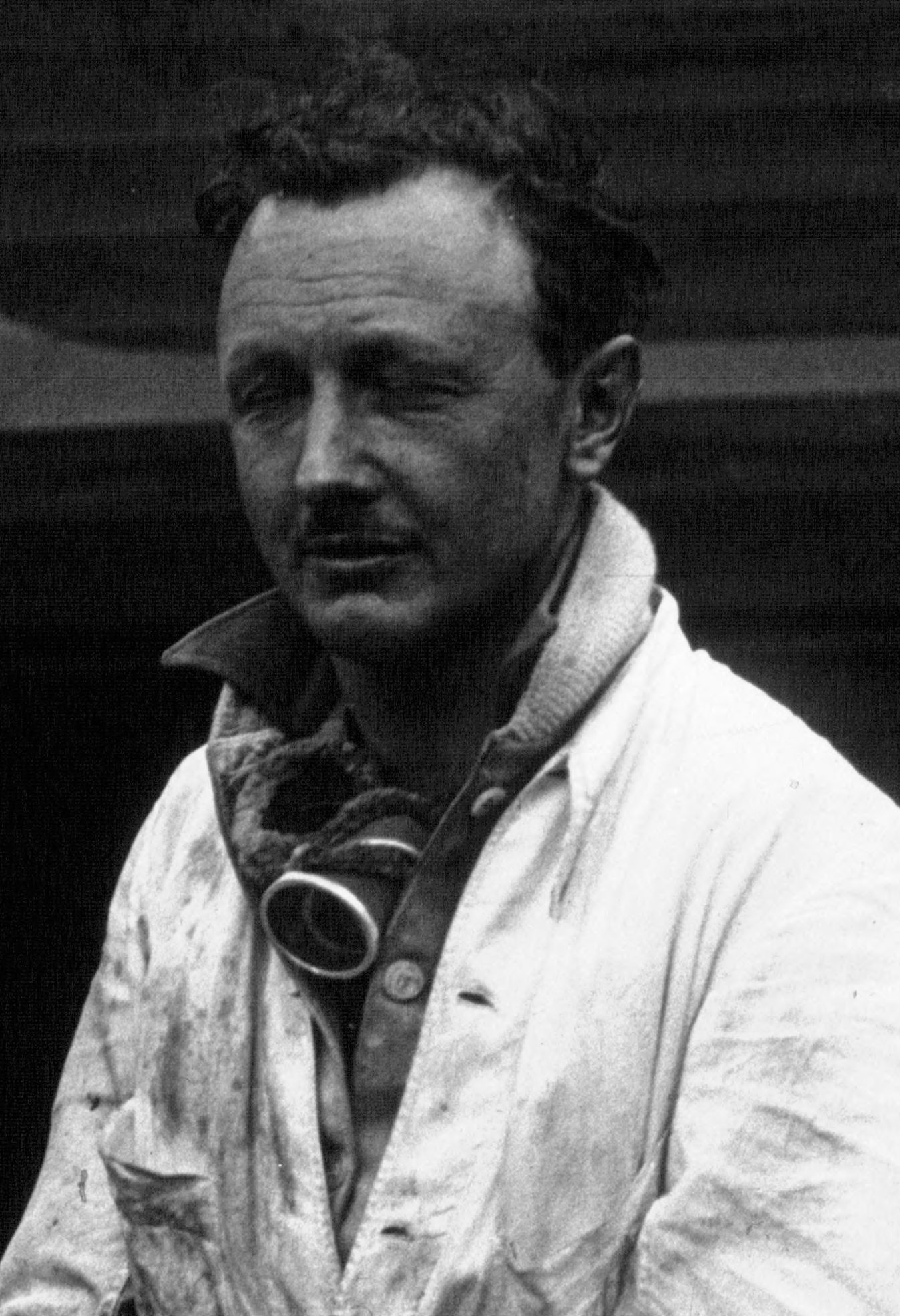
Tim Birkin 1929 in Le Mans

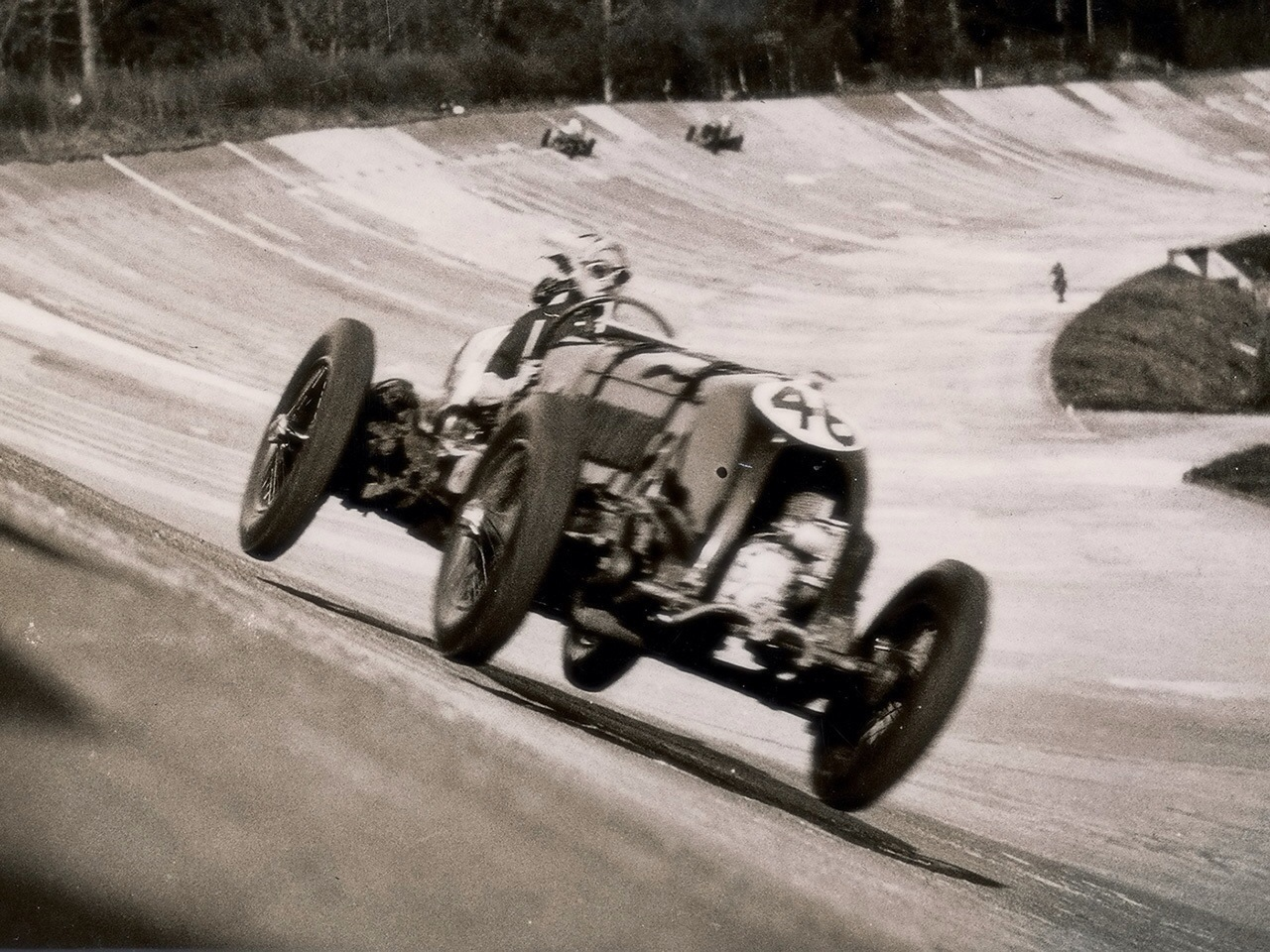
Tim Birkin 1929 in Brooklands

Sir Henry Ralph Stanley „Tim“ Birkin, 3. Baronet (* 26. Juli 1896 in Nottingham; † 22. Juni 1933 in London) war ein britischer Autorennfahrer, der in den späten 1920er- und den frühen 1930er-Jahren zu den erfolgreichsten Motorsportlern der Welt gehörte.

## Leben
Tim Birkin entstammte einer reichen Nottinghamer Familie. Seine Eltern waren Sir Thomas Stanley Birkin, 2. Baronet, und Hon. Margaret Diana Hopetoun Chetwynd. Sein Bruder Archie (1905–1927) war Motorradrennfahrer.
Henry Birkin wuchs in England auf. Im Ersten Weltkrieg war er im Nahen Osten eingesetzt, wo er sich mit Malaria infizierte, einer Krankheit, von der er sich lebenslang nicht mehr vollständig erholte. Nach seiner Entlassung aus dem Militärdienst übte er eine Bürotätigkeit aus, deren Eintönigkeit er ab 1921 durch die Teilnahme an Autorennen in Brooklands ausglich. Mit der Zeit ließen sich sein Hobby und sein Beruf nicht mehr vereinbaren, sodass er sich bald vollständig dem Motorsport widmete.
Ab 1927 fuhr er für den britischen Rennstall Bentley und wurde, zusammen mit seinem Bruder Archie, einer der legendären Bentley Boys. Im gleichen Jahr wurde er Fünfter im 24-Stunden-Rennen von Le Mans. 1929 gewann er dieses Rennen in einem Bentley. Nachdem Bentley von Rolls-Royce übernommen worden war, fuhr Birkin für Bugatti, Alfa Romeo (mit einem weiteren Sieg in Le Mans 1931) und Maserati.
1931 erbte er beim Tod seines Vaters dessen Adelstitel eines Baronet, of Ruddington Grange in the County of Nottingham.
Sein letztes Rennen fuhr er am 7. Mai 1933 beim Gran Premio di Tripoli. Während eines Tankstopps verbrannte er sich einen Arm am Auspuff seines Maserati schwer. Er fuhr das Rennen dennoch zu Ende und gelangte hinter Achille Varzi und Tazio Nuvolari als Dritter ins Ziel. Seine Brandwunde ließ er wohl nicht ausreichend behandeln, sodass sie sich schwer entzündete und er am 22. Juni 1933 im Countess of Carnarvon Nursing Home in London an Blutvergiftung starb. Einige Quellen halten es jedoch auch für möglich, dass ein erneuter Malaria-Anfall infolge der körperlichen Schwächung durch die Brandwunde die eigentliche Todesursache war. Seine 1921 geschlossene und 1928 geschiedene Ehe mit Audrey Latham, Tochter des Sir Thomas Latham, 1. Baronet, hinterließ zwei Töchter, aber keine Söhne – sein Adelstitel fiel deshalb an seinen Onkel Alexander Russell Birkin (1861–1942) als 4. Baronet.

## Sonstiges
Rötger Feldmann, alias Brösel, widmete Tim „Full Throttle“ Birkin seinen Werner-Comic „Wer bremst hat Angst“.

## Statistik

### Le-Mans-Ergebnisse
| Jahr | Team                | Fahrzeug              | Teamkollege    | Platzierung | Ausfallgrund |
| ---- | ------------------- | --------------------- | -------------- | ----------- | ------------ |
| 1928 | Bentley Motors Ltd. | Bentley 4 ½ Litre     | Jean Chassagne | Rang 5      |              |
| 1929 | Bentley Motors Ltd. | Bentley Speed Six     | Woolf Barnato  | Gesamtsieg  |              |
| 1930 | Hon. Dorothy Paget  | Bentley Blower C      | Jean Chassagne | Ausfall     | Motorschaden |
| 1931 | Earl Howe           | Alfa Romeo 8C 2800 LM | Earl Howe      | Gesamtsieg  |              |
| 1932 | Earl Howe           | Alfa Romeo 8C 2800 LM | Earl Howe      | Ausfall     | Motorschaden |